# Sven Stammberger
Sven Nelson Stammberger (* 22. September 1994) ist ein ehemaliger deutsch-kanadischer Basketballspieler.

## Laufbahn
Stammberger zog im Alter von neun Jahren mit seiner Familie von Deutschland nach Kanada, ins Heimatland seiner Mutter. Er spielte als Schüler Basketball an der Halifax Grammar School in der Provinz Neuschottland. 2012 nahm er ein Studium (Chemie und Betriebswirtschaftslehre) an der ebenfalls in der Stadt Halifax gelegenen Dalhousie University auf und schaffte den Sprung in die Basketballmannschaft der Hochschule. Diese nimmt am Spielbetrieb der kanadischen Universitätsliga U Sports (bis 2016 CIS) teil. Stammberger entwickelte sich im Laufe seiner Studienzeit zu einem Leistungsträger Dalhousies. In der Saison 2017/18 war er mit einem Punkteschnitt von 19,2 je Begegnung bester Korbschütze der Mannschaft. Stammberger traf in diesem Spieljahr 50 Dreipunktwürfe und kam auf durchschnittlich 7,5 Rebounds pro Einsatz. In der Saison 2018/19 legte er sein Augenmerk auf seinen Hochschulabschluss und vollzog dann den Schritt ins Profigeschäft. Anfang Mai 2019 wurde er vom deutschen Zweitligisten Tigers Tübingen als Neuzugang vermeldet. Stammberger bestritt in der Saison 2019/20 26 Zweitliga-Spiele für Tübingen und erzielte im Schnitt 4,9 Punkte je Begegnung.
Nach der Saison 2019/20 beendete er seine Karriere als professioneller Basketballspieler.

### Persönliches
Stammbergers Mutter ist die frühere kanadische Nationalspielerin Anna Stammberger (geborene Pendergast), die ebenso wie sein Vater Hartwig in Wolfenbüttel spielte. Svens Schwester Tessa schlug ebenfalls eine Basketballprofikarriere ein.